# Championnat de Lituanie masculin de handball
Le Championnat de Lituanie masculin de handball (en lituanien : Lietuvos rankinio lyga), est le plus haut niveau des clubs masculins de handball en Lituanie.
Vainqueur de son dixième titre en 2025, le HC Klaipėda Dragūnas est le deuxième club le plus titré derrière le Granitas Kaunas et ses 17 championnats.

## Palmarès
Le palmarès du Championnat de Lituanie est :
| Saison         | Champion                                | Vice-champion                           |
| -------------- | --------------------------------------- | --------------------------------------- |
| 1990-1991      | Granitas Kaunas                         | Vytis Kaunas                            |
| 1991-1992      | Granitas Kaunas (2)                     | Klaipėda Maistas                        |
| 1992-1993      | Granitas Kaunas (3)                     | Tauras Šiauliai                         |
| 1993-1994      | Granitas Kaunas-Pollita (4)             | Tauras Šiauliai                         |
| 1994-1995      | Granitas Kaunas-Kausta (5)              | Ūla Varėna                              |
| 1995-1996      | Granitas Kaunas-Kausta (6)              | Lūšis Kaunas                            |
| 1996-1997      | Granitas Kaunas-Kausta (7)              | Université de Šiauliai                  |
| 1997-1998      | Granitas Kaunas-Kausta (8)              | Université de Šiauliai                  |
| 1998-1999      | Granitas Kaunas-Kausta (9)              | Lūšis Kaunas-Akademikas                 |
| 1999-2000      | Granitas Kaunas-Kausta (10)             | Lūšis Kaunas-Akademikas                 |
| 2000-2001      | Granitas Kaunas-Kausta (11)             | Lūšis Kaunas-Akademikas                 |
| 2001-2002      | Granitas Kaunas-Kausta (12)             | Lūšis Kaunas-Akademikas                 |
| 2002-2003      | Granitas Kaunas-Kausta (13)             | Lūšis Kaunas-Akademikas                 |
| 2003-2004      | Granitas Kaunas-Karys (14)              | Ūla Varėna                              |
| 2004-2005      | Granitas Kaunas-Karys (15)              | Viking Malt Panevėžys                   |
| 2005-2006      | Viking Malt Panevėžys                   | Lūšis Kaunas-Akademikas                 |
| 2006-2007      | Viking Malt Panevėžys (2)               | HC Vilnius                              |
| 2007-2008      | Granitas Kaunas-Karys (16)              | HC Vilnius                              |
| 2008-2009      | Granitas Kaunas-Karys (17)              | Lūšis Kaunas-Sanistal                   |
| 2009-2010      | HC Klaipėda Dragūnas                    | Lūšis Kaunas                            |
| 2010-2011      | HC Klaipėda Dragūnas (2)                | Lūšis Kaunas                            |
| 2011-2012      | HC Klaipėda Dragūnas (3)                | Granitas Kaunas-Gaja-Karys              |
| 2012-2013      | HC Klaipėda Dragūnas (4)                | Alytaus Almeida-Stronglasas             |
| 2013-2014      | HC Klaipėda Dragūnas (5)                | VHC Šviesa (en)                         |
| 2014-2015      | HC Klaipėda Dragūnas (6)                | Alytaus Almeida-Stronglasas             |
| 2015-2016      | Alytaus Almeida-Stronglasas             | HC Klaipėda Dragūnas                    |
| 2016-2017      | HC Klaipėda Dragūnas (7)                | Alytaus Almeida-Stronglasas             |
| 2017-2018      | HC Klaipėda Dragūnas (8)                | VHC Šviesa (en)                         |
| 2018-2019      | HC Klaipėda Dragūnas (9)                | VHC Šviesa (en)                         |
| 2019-2020      | Arrêté à cause la pandémie de Covid-19. | Arrêté à cause la pandémie de Covid-19. |
| 2020-2021 (lt) | VHC Šviesa (en)                         | Alytaus Almeida-Stronglasas             |
| 2021-2022      | VHC Šviesa (en) (2)                     | Granitas Kaunas-Karys                   |
| 2022-2023      | VHC Šviesa (en) (3)                     | HC Klaipėda Dragūnas                    |
| 2023-2024      | VHC Šviesa (en) (4)                     | HC Klaipėda Dragūnas                    |
| 2024-2025      | HC Klaipėda Dragūnas (10)               | Pasvalio Pieno žvaigždės                |

## Bilan par club
| Rang | Club                        | Titres | Années                                                                                               | URSS |
| ---- | --------------------------- | ------ | --- | ---- |
| 1    | Granitas Kaunas             | 17     | 1991, 1992, 1993, 1994, 1995, 1996, 1997, 1998, 1999, 2000, 2001, 2002, 2003, 2004, 2005, 2008, 2009 | 1963 |
| 2    | HC Klaipėda Dragūnas T      | 10     | 2010, 2011, 2012, 2013, 2014, 2015, 2017, 2018, 2019, 2025                                           | -    |
| 3    | VHC Šviesa (en) T           | 4      | 2021, 2022, 2023, 2024                                                                               |      |
| 4    | Viking Malt Panevėžys       | 2      | 2006, 2007                                                                                           | -    |
| 5    | Alytaus Almeida-Stronglasas | 1      | 2016                                                                                                 | -    |